# 授業科学
授業科学（じゅぎょうかがく、英: classroom science)とは、授業には教師やクラスの個性を越えた法則性があると考え、授業の法則性を見いだすことを目的に研究する科学の1分野である。その授業の法則性は実験授業の検証を経て授業書等のテキストや授業プランにまとめられる。そのテキスト等に従って授業を行えば、誰でもどんなクラスでも一定水準以上の成果が期待できる。

## 概要
授業科学は板倉聖宣が1979年(昭和54年)に初めて提唱した科学研究の分野である。板倉は、多様な教育現象全体を一挙にとらえようとする従来の「教育学」では、多様な教育現象を科学的に研究することは実現できないとして、「問題の的を絞って、すべての人が認めざるを得ない法則性を一つ一つ明らかにして積み上げていく」近代科学の方法に倣って、「多くの教育現象の中でも限られた条件の下で反復して行われている学校の授業だけに焦点を当てて研究した方がいい」と考えた。板倉はこの考えに従って仮説実験授業の授業書を作成することに成功した。
「授業科学」は明治以降に欧米から輸入された「教授学」に対立するような響きを持つように板倉が造語した。それまでの「教授学」が「ともすれば精神主義に走り、子どもたちの実態や認識のプロセスを客観的にとらえるという側面が弱かったことは否定し得ない」と板倉は述べて、「授業科学」という言葉はそのような体制的な「教授学」に対して、子どもや大衆の立場に立って教育現象を客観的・科学的に捉える学問を創造しようという願いの元に生まれた。授業書は、「授業には教師やクラスの個性の違いによらない一定の法則性がある」という前提で作られている。授業書は「授業の法則性」を具体化したものである。仮説実験授業の授業書は数十年にわたって多くの学校、科学教室などで使われ、その有効性が確かなものとなっている。これによって「授業は法則的・科学的に研究するに値するものだ」ということが確立した。
授業科学では、「個々の教師が作成した思いつき的な教材で授業するよりも、他クラスで成功した法則性を実現した授業プランで授業した方が成功するのが普通である」という授業観を持っている。
一方で、板倉は「基本的な科学の法則が、そんなに簡単に発見されることがないのと同じように、魅力ある授業の内容となり得る授業の法則性はそう簡単には発見できないものである」ので、「従来の勇ましいスローガンだけの教育研究運動とは比べものにならないぐらい、地道な研究をすすめる必要がある」と述べている。

## 歴史

### 仮説実験授業の成立
授業科学は1963年（昭和38年）の仮説実験授業の提唱から始まった。仮説実験授業では、その授業の成否の判断を子供の評価におき、「クラスのすべての子どもたちが科学とこの授業とが好きになるように、授業を組織する」と設定した。最初の授業書を板倉と共に作成した上廻昭は「研究の方法」を板倉から会得したと述べており、その特徴がそのような「評価観」にあるとしている。
板倉と上廻の共同研究で作成した初期の授業書は、その後の公立学校での実験授業の結果「授業書に基づいて授業を実施することによって、誰でも追試できる」ことが明らかとなった。これらの理論と実験結果は1963年8月の科学教育研究協議会で発表され、授業研究を実験科学として成立させることに成功した。
板倉聖宣は1966年（昭和41年）に仮説実験授業研究会を組織して、仮説実験授業の授業書作成や実験授業を組織的に行う態勢を作った。研究会の会則の第一条には、

本会は，科学的な・だれでもが信頼して利用できるような（検証可能な）科学の教育・授業に関する法則の発見・確認を目的とし，これがために，会員そのほかの研究の交流・集積をはかるために設けられるものであって，当分の間その名称を仮説実験授業研究会とする。将来，会の内外に，科学の教育・授業に関する科学的研究の権威が確立されるようになれば，「日本科学教育学会」といったものに吸収されることになるであろう。
—仮説実験授業研究会会則第一条

と授業科学の建設が宣言されている。

### 科学教育からの拡大
仮説実験授業は最初に科学教育として成立したが、その研究対象は拡大した。板倉は「仮説実験授業の考え方が私たちの当初の考え方よりはるかに広範囲の教育の問題の解決に有効であることを明らかにしてきました」と述べて、「仮説実験授業はもともと科学の授業の改革を意図して生まれたもの」だが、「科学の授業の改革を通して、一般に授業というものについての見方・考え方を変革するものにもなっていた」として、仮説実験授業研究会の機関誌として1979年（昭和54年）に『授業科学研究』を創刊することで研究領域をもっと広く、あらゆる授業まで拡げる意図を明らかにした。

## 授業科学の成果
授業科学の「授業に関する法則の発見・確認」を目的とした研究には以下のものがある。

### 水道方式
水道方式とは、数学教育協議会が提唱した、小学校で計算を教える授業方法で、仮説実験授業研究会会員によって授業プラン化されて使用されている。

### 仮説実験授業研究会
2025年（令和7年）現在、科学の授業書だけでなく、社会の科学、数学、体育、国語、美術など多様な授業分野で、確実に一定水準の効果が出る授業プランなどが作られている。

### キミ子方式
キミ子方式は松本キミ子が発明した「誰でもたのしく絵が描ける指導方法」である。板倉聖宣は当初「芸術そのものの授業の法則性については介入の余地がないように思える」と考えていたが、松本キミ子の絵画指導法を知って「絵の授業でも明らかに授業の法則性を問題にしうる」ことを発見し、『授業科学研究』に松本キミ子の授業記録を掲載して仮説実験授業研究会に紹介した。この時点で仮説実験授業研究会は科学教育の外にも研究領域を広げた。
現在では黒田康夫などが美術教育を授業科学の対象として研究成果を発表している。

### 体育の授業プラン
2018年（平成30年）に峯岸昌弘が、『たのしいマット運動への道』（仮説社）を発表し、体育の授業でも法則性に則った、だれでもまねできて一定の効果がある授業が開発されている。

### 授業書方式の授業研究
仮説実験授業研究会に属さない一部の教育学者によって「授業書作成による授業研究」が試みられた。